# 1925 no Brasil
Esta é uma cronologia dos fatos acontecimentos de ano 1925 no Brasil.

## Incumbentes
- Presidente do Brasil - Artur Bernardes (15 de novembro de 1922 - 15 de novembro de 1926)

## Eventos
- 26 de janeiro: É inaugurada a filial brasileira da montadora americana General Motors, em São Caetano do Sul.
- 27 de fevereiro: Uma explosão de fábrica de produtos inflamáveis mata 621 pessoas na Ilha do Caju, em Niterói.[1][2][3]
- 27 de abril: É inaugurada a sede do Senado Federal do Brasil, o Palácio Monroe.[4]
- 29 de julho: É fundado o jornal O Globo, no Rio de Janeiro (RJ).[5]
- 26 de dezembro: Presidente Artur Bernardes sanciona a resolução legislativa, que concede 15 dias de férias aos empregados do comércio, das indústrias, de estabelecimentos fabris e da imprensa.[6]
- 31 de dezembro: Primeira edição da Corrida de São Silvestre em São Paulo.

## Mortes
- 21 de agosto: Irineu Marinho, jornalista (n. 1876)